# Fiľakovské Kováče
Fiľakovské Kováče (węg. Fülekkovácsi) – wieś (obec) na Słowacji położona w kraju bańskobystrzyckim, w powiecie Łuczeniec. Pierwsze wzmianki o miejscowości pochodzą z roku 1246. 
Według danych z dnia 31 grudnia 2012, wieś zamieszkiwało 914 osób, w tym 463 kobiety i 451 mężczyzn.
W 2001 roku rozkład populacji względem narodowości i przynależności etnicznej wyglądał następująco:
- Węgrzy – 55,01%
- Słowacy – 38,75%
- Romowie – 5,12%
- Czesi – 0,22%

Ze względu na wyznawaną religię struktura mieszkańców kształtowała się w 2001 roku następująco:
- Katolicy rzymscy – 94,32%
- Ewangelicy – 2,56%
- Ateiści – 1,34%
- Nie podano – 0,89%